# Хилари Минстър
Роджър Майкъл Хилари Минстър (на английски: Roger Michael Hilary Minster), познат на телевизионните екрани като Хилари Минстър, е британски актьор, роден на 21 март 1944 г. в Съри, Англия.

## Кариера
Минстър придобива най-голяма известност с ролята си на Генерал Ерик фон Клинкерхофен в комедийния сериал Ало, ало! между 1984 и 1992 г. Телевизионните му участия включват още филмите Crossroads (Кръстопътища), Tinker, Tailor, Soldier, Spy, както и ролята в сериала Secret Army (Тайната армия), където играе ролята на хауптман Мюлер. Освен тези роли той се появява два пъти и във филма Доктор Кой, както и като войника Марат Тал във филма Planet of the Daleks (Планетата на Далекс) (1973) и още в ролята на анонимния войник Тал във филма Genesis of the Daleks (Раждането на Далекс) (1975).
Има главни роли и в други епизоди от успешната фантастична поредица, играейки Йагон в Achilles Heel (Ахилесовата пета) и в един от епизодите на филма The Tomorrow People, излъчен през 1978 г.
След приключване на актьорската си кариера е водещ и продуцент на „Централните независими телевизии“ за етническите малцинства и актуалните програми Тук и Сега, водени към началото на 1980-те години.
Умира на 55-годишна възраст от рак. Погребан е на 24 ноември 1999 г. в гробището Putney Vale, Лондон.